# Сперлок, Морган
Морган Валентайн Сперлок (англ. Morgan Valentine Spurlock; 7 ноября 1970, Паркерсберг, США — 23 мая 2024) — американский режиссёр-документалист, юморист, телевизионный продюсер, сценарист, охотник за головами и журналист, приобрёл широкую известность благодаря документальному фильму «Двойная порция». Сперлок был исполнительным продюсером и звездой реалити-шоу «30 дней».

## Биография
В юности Сперлок посещал среднюю школу имени Вудро Вильсона, которую окончил в 1989 году. Затем он получил диплом бакалавра в области изобразительных искусств по специальности — кинопроизводство, окончив Tisch School of the Arts при Нью-Йоркском университете в 1993 году. До 2004 года, когда его фильм «Двойная порция» был выдвинут на премию «Оскар», Сперлок занимался драматургией, он завоевал награды за свою пьесу «Феникс» (англ. The Phoenix) на Нью-Йоркском международном фестивале в 1999 году и «Шоссе 66» (англ. Route 66) на американском конкурс драматургии в 2000 году. Кроме того, Сперлок был создателем шоу «Давай на спор» для MTV, которое сначала было интернет-трансляцией популярных пятиминутных эпизодов, в которых обычные люди делали отвратительные, необычные или смущающие вещи в обмен на деньги. Например — съесть полную банку майонеза (за 235 $), съесть буррито с червяком (за 265 $) или быть забросанным кукурузным маслом, слабительным «Пепто-Бисмол», лимонным соком, острым соусом, холодным куриным бульоном и маслом печени трески (за это человек получал 450 $, выдержав девять «выстрелов»). Интернет-трансляции имели огромный успех, с более чем миллионом просмотров в первые пять дней. Позже, телеканал MTV приобрел эксклюзивные права на трансляцию этого шоу в своём эфире.
В марте 2003 года, в качестве эксперимента, месяц питался только продукцией фаст-фуд-ресторана Макдональдс.
К концу эксперимента его вес увеличился на 10 с лишним кг, возникли проблемы с печенью.
В 2012 году представлены два его фильма: «Comic-Con Episode IV:A Fan’s Hope», где присутствуют Кевин Смит, Гильермо Дель Торо, Оливия Уайлд, Сет Грин, но, против обыкновения, нет самого режиссёра, а также Mansome.
Умер 23 мая 2024 года от осложнений рака в возрасте 53 лет.

## Фильмография
- 2004 — Двойная порция / Super Size Me
- 2008 — Так где же ты, Усама бин Ладен? / Where in the World Is Osama Bin Laden?
- 2010 — К 20-летию Симпсонов: В 3D! На льду! / The Simpsons 20th Anniversary Special: In 3-D! On Ice
- 2010 — Фрикономика / Freakonomics
- 2011 — Самый лучший фильм, который когда-либо был продан / The Greatest Movie Ever Sold
- 2012 — Comic-Con Episode IV:A Fan’s Hope[8]
- 2012 — Страшная сила / Mansome[9]
- 2013 — This is us (1D3D)